# هاينز دروز

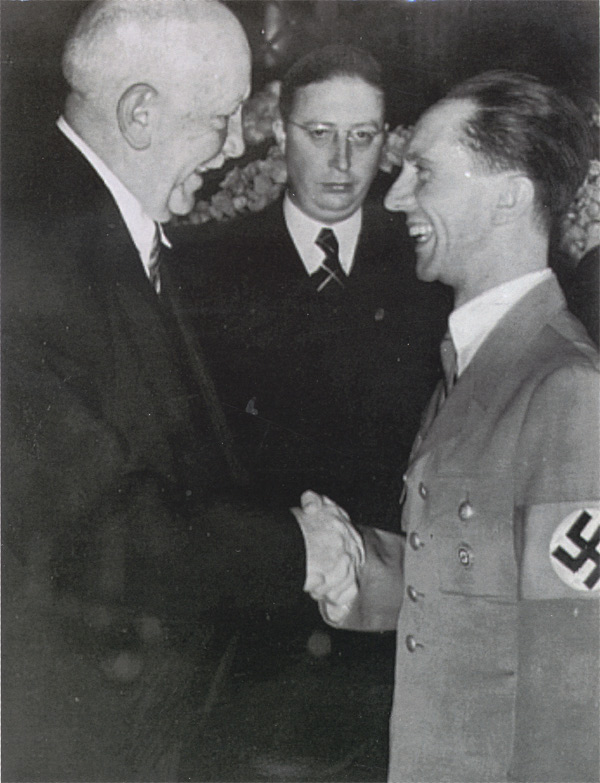
ريتشارد شتراوس (يسار)، هاينز دروز وويوزف غوبلز في عام 1938.

هاينز دروز (بالألمانية: Heinz Drewes)‏ (1903-1980) قائدًا ألمانيًا، وفي 1937-1944 كان رئيسًا للقسم إكس (موسيقى) في وزارة التنوير والدعاية العامة للرايخ  في الوقت الذي كان بيتر رابي يرأس غرفة موسيقى الرايخ من عام 1935 فصاعدًا.   كان من أكثر الأشخاص المؤثرين في عالم الموسيقى الألماني في ذلك الوقت.  كان دروز رئيسًا لقسم إكس (موسيقى) تابع: مكتب فحص موسيقى الرايخ، Reichsstelle für Musikbearbeitungen ،Auslandsstelle für Musik ،Amt für Konzertwesen.

## مسار مهني
تنافس دروز ورابي على "قيادة قسم الموسيقى"، الأمر الذي جعل جوزيف جوبلز سعيدًا لأنه يمكن أن يستخدم كلماتهم كتهديد ضد بعضما البعض. 
كان دروز صديقاً لريتشارد شتراوس، الذي طلب منه تمديد حمايته ليبرتيست جوزيف جريجور.  طلب شتراوس مرة أخرى الحماية في عام 1939 لابنته غير الآرية وأحفاده. 